# Bernadotte-Bibliothek

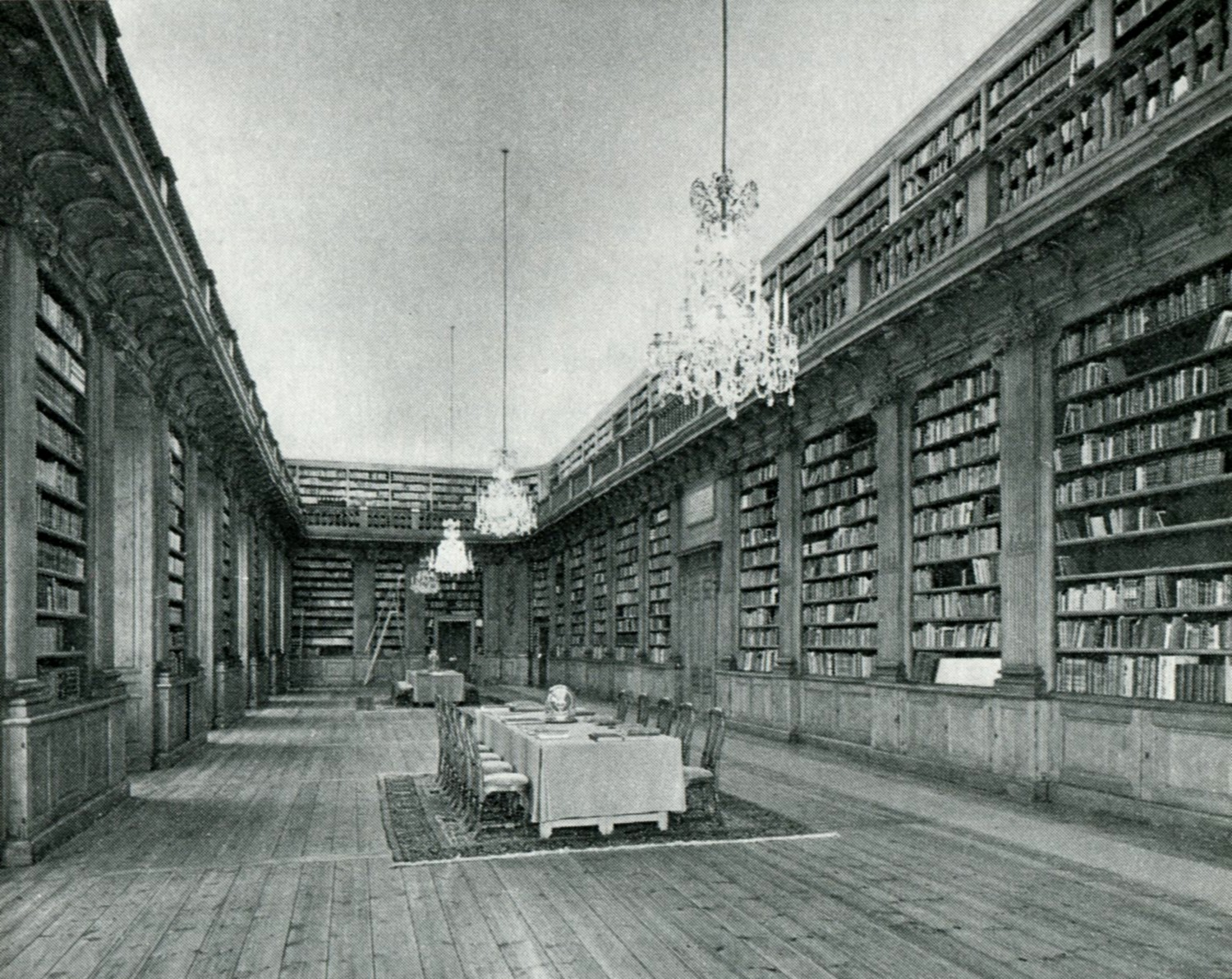
Innenansicht der Barnadotte-Bibliothek (1960er-Jahre)

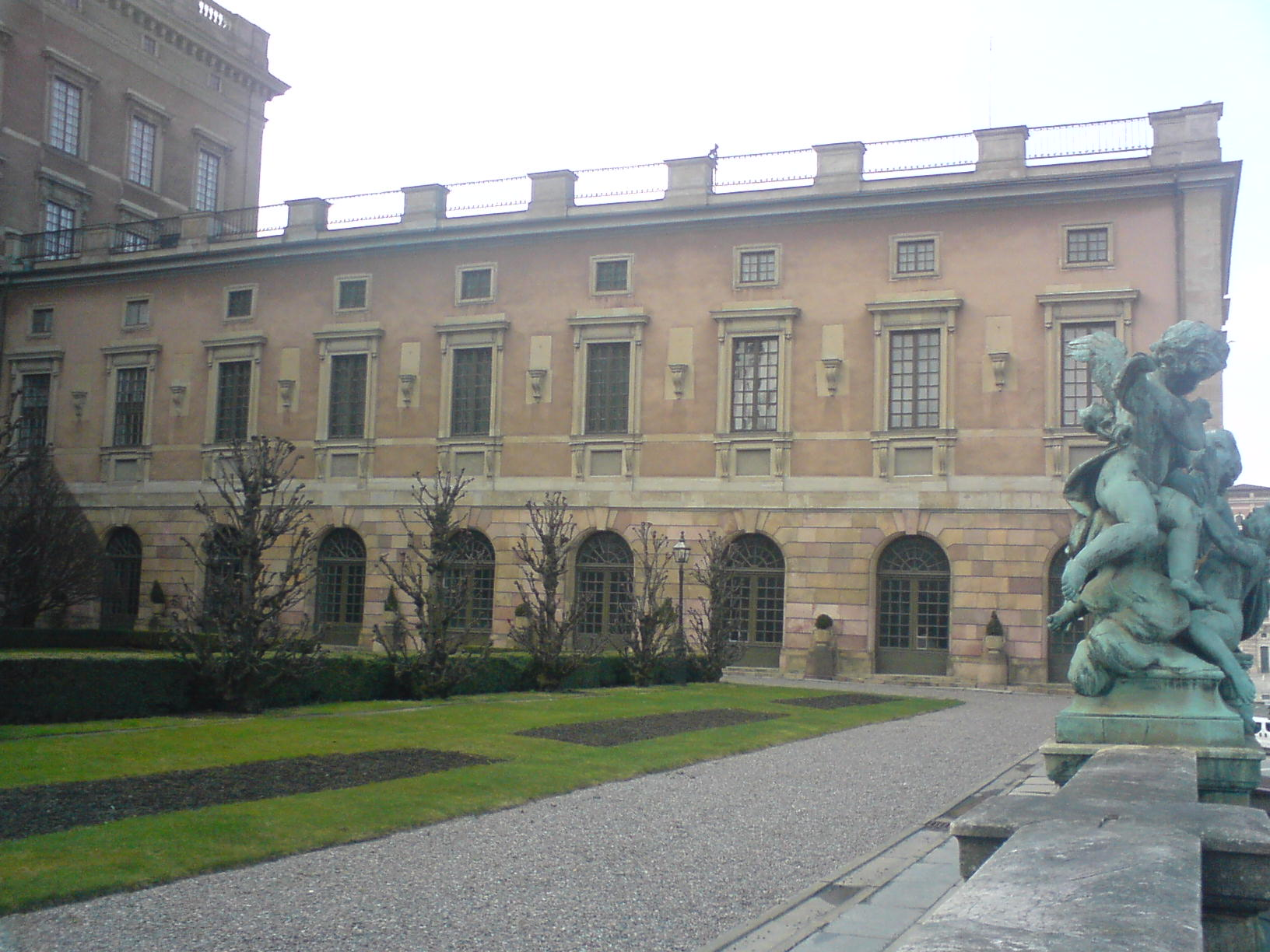
Nordostflügel des Stockholmer Schlosses (2008)

Die Bernadotte-Bibliothek ist die Bibliothek der schwedischen Königsfamilie Bernadotte. Sie befindet sich im Nordostflügel des Stockholmer Schlosses. Die Bibliothek wird von den Königlichen Husgerådskammaren unterhalten und ist heute eine Forschungsbibliothek.
Die Bibliothek beherbergt die königlichen Büchersammlungen der Familie Bernadotte mit rund 100.000 Büchern. Neben Büchern gibt es auch eine große Sammlung von Musikalien. Die Bernadotte-Fotosammlung, die größte Fotosammlung Schwedens, befindet sich ebenfalls in der Bibliothek.
Der Raum im Schloss wurde von Carl Johan Cronstedt (25. April 1709 – 9. November 1779) entworfen und 1796 fertiggestellt. Die Dekoration stammt noch aus einer älteren, unvollendeten Bibliothek von Carl Hårleman. Die Räumlichkeiten wurden ursprünglich für die Königliche Bibliothek zu Stockholm (Kungliga biblioteket) errichtet, die jedoch schnell aus den Räumlichkeiten herauswuchs und 1877 in ein neues Bibliotheksgebäude in Humlegården umzog. Nach dem Tod von Oscar II. wurde in den Räumlichkeiten eine Familienbibliothek eingerichtet. Anfangs hieß die Bibliothek H.M. Konungens bibliotek. In den 1950er Jahren wurde sie in die Bernadotte-Bibliothek umbenannt.
Im Auftrag von König Carl XVI. Gustaf wurde die Bibliothek der Öffentlichkeit zugänglich gemacht. Konzerte, Vorträge und Seminare finden im Bibliothekssaal statt. Die BBC-Produktion Nobel Minds (Snillen spekulerar) wird in der Regel in der Bernadotte-Bibliothek aufgenommen.